# Sapphoa ekmanii
Sapphoa ekmanii är en akantusväxtart som beskrevs av A. Borhidi. Sapphoa ekmanii ingår i släktet Sapphoa och familjen akantusväxter. Inga underarter finns listade i Catalogue of Life.